# 六四事件中的新疆
1989年春夏之交，中华人民共和国爆发全国性抗议运动，史称六四事件或八九民运，中国官方称1989年春夏之交的政治风波。期间新疆维吾尔自治区也有抗议、游行、罢课及其他政治表达行为。这些活动多由学生、教师主导，并集中在乌鲁木齐。

## 经过
胡耀邦死後，官方的報告指最遲到4月24日，新疆的高校出現了響應全國學生的大小字報和標語。4月24日，新疆大学出現有人传抄流傳的所谓“胡耀邦遗嘱”，稱“我的死不能导致小平等人在政治上的灭亡。不要害怕，不斗是不行了。革命的老同志还没死完，中国的历史是篡改不了的”。公安部指這些流傳的“遺囑”“极尽挑拨离间之能事”。
5月11日至5月15日，乌鲁木齐市发生了一次小规模的示威游行，当时有100多名铀矿开采者举行静坐，部分是为了支持北京的学生，但主要是因为人们担心急性辐射综合症以及政府的漠視。新疆維吾爾自治區政府与示威者进行了對話，并缓解了示威者的担忧，成功平息事態。
5月17日，新疆师范大学有教师打着“声援北京学生爱国运动，我们都有一腔热血”的横幅上街游行。5月18日上午，乌鲁木齐市有二十餘所大中專院校近萬名學生上街游行，聲援北京絕食學生。新疆自治区區委書記宋漢良與學生進行了對話。
5月19日凌晨一时，新疆大学300多名学生在新疆自治区政府门前静坐，另有六十多名学生在新疆自治区人民大会堂前静坐，声援北京学生。当天，乌鲁木齐发生针对《性风俗》一书的穆斯林游行和骚乱，游行队伍除声讨该书外还喊出了“打倒独裁”等声援学生的口号。5月23日，烏魯木齊继续有大規模示威遊行。
整个运动期间，新疆大学有人成立「抗暴罷課組織委員會」，还有学生和示威者成立「救國聯社」、「新聞發布中心」、「新聞社」、「紅色旅」等组织。其中“红色旅”秘书长为顾白阳。
当六四清場的消息传到乌鲁木齐后，6月5日约有100名乌鲁木齐学生在自治区政府大楼外静坐。此前一直比较平静的新疆高校出现大字报，抗议军警镇压北京学生。

## 后续
6月10日，烏魯木齊公安局抓獲張貼、散發反共標語的顧向陽。6月13日，一名攜帶「民主宣言書」和記滿反共標語筆記本在昌吉進行宣傳的活动人士（姓冯）,被兩名群衆扭送至当地公安。新疆公安厅6月14日发出通告取缔自治区内成立的“一切非法组织”，限定带头者七日內到當地公安機關登記。6月14日，新疆公安廳發出通告,明令取締一切“非法組織”,限各首要分子七日內自首。書寫兩張反共傳單的劉廠生到焉耆縣公安局投案自首。6月16日,書寫反共標語的黃建彬向昌吉市公安局投案自首。6月22日,伊寧市公安宣布抓獲蘭州公安通緝的蘭州高自聯领袖之一沙迪克江。
新疆大学“抗暴罢课组织委员会”于13日发表声明宣布解散。该组织和其他组织“救国联社”、“新闻发布中心”的领袖和成员亦到校公安处登记。其中「抗暴罷課委員會」登記的有14人,「救國聯社」登記有6人,「新聞社」登記的有6人,「新聞發佈中心」有1人。人民日报指这些组织“竭力煽动罢课，多次组织非法游行静坐，炮制反动标语、传单，发表反动演讲，并聚众冲击党政领导机关”、“组织所谓抗议游行，购置广播器材，大肆播放谣言，公开煽动闹事，并妄图鼓动罢工罢市，在各大专院校策动所谓的“空校”运动，严重破坏了社会秩序”。
6月24日，烏魯木齊公安局召開新聞發佈會，宣佈其逮捕7名參加「五一九」事件的人士。7月6日，《新疆日報》报道巴楚縣公安局拘留了進行反共宣傳的民運分子羅志強。
7月14日,烏魯木齊市中級法院對參與「五一九」事件之的十名“骨幹分子”作出判決,分別爲馬有福無期徒刑;阿巴斯‧吐爾遜有期徒刑15年;其他七名被告爲1至8年有期徒刑等，另一名被告因“認罪態度較好，能積極檢舉揭發他人犯罪”免予刑事處分。。此后，新疆公安当局继续在高校中査出“有明显不良政治倾向的自发组织”或“非法组织”，并查出高校内的“反动标语”、“煽动性大小字报、标语”等多起。

## 另見
- 六四事件
- 1989年中華人民共和國抗議地區列表